# DVD-RW

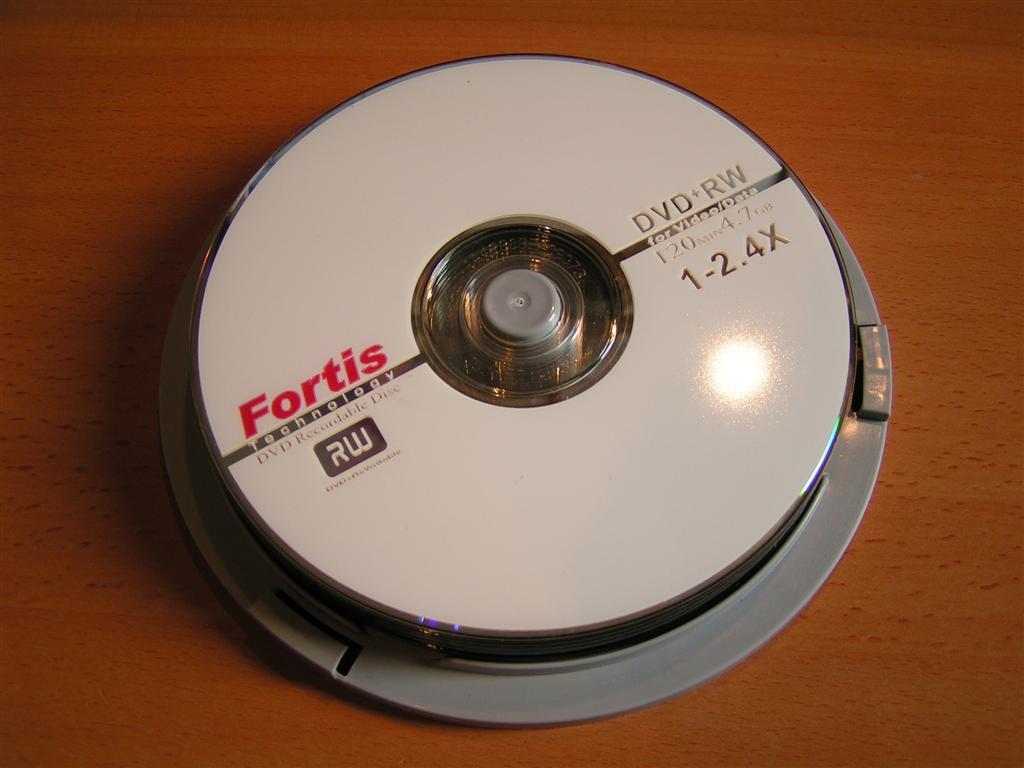
Egy csomag DVD-RW korong

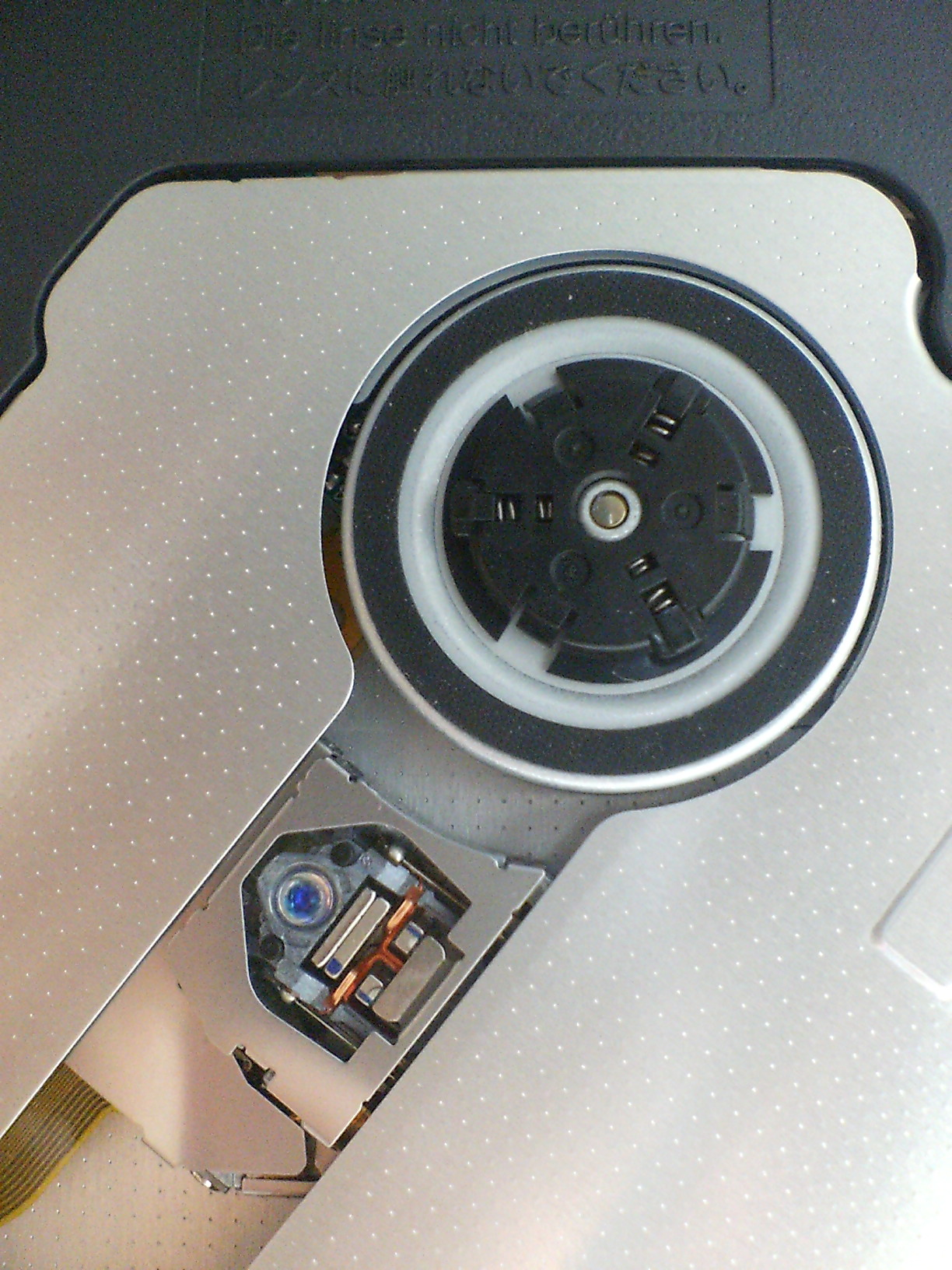
Egy optikai meghajtó írófeje

A DVD-RW (angolul: Digital Versatile Disc ReWritable vagy Digital Video Disc ReWritable, magyarul: „sokoldalú digitális újraírható lemez” vagy „digitális újraírható videolemez” rövidítése) lemez egy újraírható optikai adathordozó, melynek kapacitása megegyezik a DVD-R méretével (általában 4,7 GB). A formátumot 1999 novemberében a Pioneer cég hozta létre, majd a DVD Fórum hagyta azt jóvá. A DVD-RAM formátummal ellentétben a DVD-RW a hagyományos DVD meghajtók 75%-ában lejátszható.
A kisebb mini DVD-RW kapacitása 1,46 GB, átmérője 8 cm.

## Alkalmazás
A DVD-RW legfőbb előnye a DVD-R-rel szemben, hogy a lemezen tárolt adatok törölhetők, majd új adatokra cserélhetők. A Pioneer szerint a DVD-RW lemezeket körülbelül 1000 alkalommal lehet újraírni, mielőtt elhasználódnának, ezzel elérve a CD-RW formátum hasonló adatát. A DVD-RW lemezeket sokszor alkalmazzák gyakran változó adatok tárolására, például biztonsági mentések vagy gyűjtemények készítésére. Egyre nagyobb számban használják az újraírható DVD-ket a házi DVD-felvevőkben is. Hatalmas előnye a formátumnak, hogy a lemez írása során keletkező hiba esetén sem kell megválni az adathordozótól, egyszerű törlés után a lemez ismét írható.

## DVD+RW
Az egyik konkurens újraírható DVD formátum a DVD+RW. A hibrid meghajtók mindkét formátumot kezelik. Ezek általában "DVD±RW" jelzéssel rendelkeznek és igen népszerűek, hiszen az írható DVD-knek több formátuma is létezik.

## Felépítés
Az adathordozó réteg a DVD-RW és DVD+RW esetében egy speciális, állapotváltoztató fém ötvözet, gyakran ún. GeSbTe. Az ötvözet oda-vissza alakítható kristályos, illetve amorf szerkezetűvé, így változik a lézersugár visszaverődésének mértéke.  Így adatokat lehet tárolni, törölni vagy újraírni a felületen.
Létezik a DVD-RW formátumnak egy újabb változata. Ez a DVD-RW2. A régebbi DVD meghajtók többsége nem kompatibilis az új formátummal.

## Lásd még
- DVD

## Fordítás
- Ez a szócikk részben vagy egészben  a   DVD-RW című angol Wikipédia-szócikk ezen változatának fordításán alapul.  Az eredeti cikk szerkesztőit annak laptörténete sorolja fel. Ez a jelzés csupán a megfogalmazás eredetét és a szerzői jogokat jelzi, nem szolgál a cikkben szereplő információk forrásmegjelöléseként.